# Eerste Kamerverkiezingen 2015
De Eerste Kamerverkiezingen van 2015 waren reguliere Nederlandse verkiezingen voor de Eerste Kamer der Staten-Generaal. Zij vonden plaats op 26 mei 2015.
Bij deze verkiezingen kozen de leden van de Provinciale Staten, die op 18 maart 2015 bij de Statenverkiezingen gekozen waren, een nieuwe Eerste Kamer.
De leden van de Eerste Kamer werden op 9 juni 2015 geïnstalleerd. De zittingstermijn eindigde op 11 juni 2019.

## Deelnemende partijen
| Lijst | Partij                                 | Lijsttrekker    | # provincies |
| ----- | -------------------------------------- | --------------- | ------------ |
| 1     | VVD                                    | Loek Hermans    | 12           |
| 2     | Partij van de Arbeid (P.v.d.A.)        | Marleen Barth   | 12           |
| 3     | CDA                                    | Elco Brinkman   | 12           |
| 4     | PVV (Partij voor de Vrijheid)          | Marjolein Faber | 12           |
| 5     | SP (Socialistische Partij)             | Tiny Kox        | 12           |
| 6     | Democraten 66 (D66)                    | Thom de Graaf   | 12           |
| 7     | GroenLinks                             | Tineke Strik    | 12           |
| 8     | ChristenUnie                           | Roel Kuiper     | 11           |
| 9     | Staatkundig Gereformeerde Partij (SGP) | Peter Schalk    | 6            |
| 10    | 50PLUS                                 | Jan Nagel       | 11           |
| 11    | Partij voor de Dieren                  | Niko Koffeman   | 10           |
| 12    | Onafhankelijke Senaatsfractie          | Henk ten Hoeve  | 7            |

Tevens was een blanco lijst ingediend met als eerste kandidaat Lensink. Deze lijst werd door de Kiesraad op 30 april 2015 in alle kieskringen ongeldig verklaard vanwege het ontbreken van geldige ondersteuningsverklaringen. Een ingesteld hoger beroep werd op 7 mei 2015 door de afdeling bestuursrechtspraak van de Raad van State ongegrond verklaard.
Vanwege het ontbreken van ondersteuningsverklaringen werden ook de ingediende lijsten van 50PLUS in de provincie Groningen en van de Onafhankelijke Senaatsfractie in de provincies Overijssel, Flevoland, Gelderland, Utrecht en Zuid-Holland ongeldig verklaard.

## Kiezen en gekozen worden
Iedereen die over de Nederlandse nationaliteit beschikt, de leeftijd van achttien jaar heeft bereikt en niet is uitgesloten van het kiesrecht heeft het recht om gekozen te worden in de Eerste Kamer. In tegenstelling tot bij de gemeenteraadsverkiezingen is ingezetenschap niet vereist; evenals bij de Tweede Kamerverkiezingen kunnen ook buiten Nederland wonende Nederlanders zich verkiesbaar stellen.
De leden van Provinciale Staten kozen de leden van de Eerste Kamer. Zij kwamen daartoe op 26 mei 2015 per provincie in vergadering bijeen. De leden van Provinciale Staten brachten een gewogen stem uit.
Ingezetenen van Caribisch Nederland hadden geen stemrecht bij deze verkiezingen voor de Eerste Kamer. Caribisch Nederland was niet ingedeeld bij een provincie.
| Provincie     | Statenleden | Inwoners  | Stemwaarde |
| ------------- | ----------- | --------- | ---------- |
| Zuid-Holland  | 55          | 3.600.784 | 655        |
| Noord-Holland | 55          | 2.762.163 | 502        |
| Noord-Brabant | 55          | 2.489.325 | 453        |
| Gelderland    | 55          | 2.026.393 | 368        |
| Utrecht       | 49          | 1.263.509 | 258        |
| Overijssel    | 47          | 1.140.659 | 243        |
| Limburg       | 47          | 1.118.054 | 238        |
| Friesland     | 43          | 646.324   | 150        |
| Groningen     | 43          | 584.104   | 136        |
| Drenthe       | 41          | 488.611   | 119        |
| Flevoland     | 41          | 401.503   | 98         |
| Zeeland       | 39          | 380.717   | 98         |

## Uitslag
De officiële uitslag werd op 28 mei 2015 in een openbare zitting door de Kiesraad vastgesteld en bekendgemaakt.
| Partij | Partij | 2011    | 2011  | 2011   | 2015    | 2015  | 2015   | +/−   | +/−    |
| Partij | Partij | #       | %     | zetels | #       | %     | zetels | ppt.  | zetels |
| ------ | ------ | ------- | ----- | ------ | ------- | ----- | ------ | ----- | ------ |
|        | VVD    | 34.590  | 20,83 | 16     | 28.523  | 16,87 | 13     | −3,96 | −3     |
|        | CDA    | 24.260  | 14,61 | 11     | 25.145  | 14,87 | 12     | +0,26 | +1     |
|        | D66    | 12.651  | 7,62  | 5      | 21.997  | 13,01 | 10     | +5,39 | +5     |
|        | PVV    | 21.709  | 13,07 | 10     | 20.235  | 11,97 | 9      | −1,10 | −1     |
|        | SP     | 17.187  | 10,35 | 8      | 20.038  | 11,85 | 9      | +1,50 | +1     |
|        | PvdA   | 30.078  | 18,11 | 14     | 17.651  | 10,45 | 8      | −7,66 | −6     |
|        | GL     | 10.757  | 6,48  | 5      | 9.520   | 5,63  | 4      | −0,85 | −1     |
|        | CU     | 5.708   | 3,44  | 2      | 8.237   | 4,87  | 3      | +1,43 | +1     |
|        | PvdD   | 2.177   | 1,31  | 1      | 6.073   | 3,59  | 2      | +2,28 | +1     |
|        | SGP    | 2.607   | 1,57  | 1      | 4.597   | 2,72  | 2      | +1,15 | +1     |
|        | 50PLUS | 2.193   | 1,32  | 1      | 4.388   | 2,60  | 2      | +1,28 | +1     |
|        | OSF    | 2.155   | 1,30  | 1      | 2.652   | 1,57  | 1      | +0,27 | 0      |
| totaal | totaal | 166.072 | 100   | 75     | 169.056 | 100   | 75     |       | 0      |

### Gekozenen
Bij deze verkiezingen waren alle 75 leden aftredend, van wie 40 herkozen werden.
Twee leden werden met doorbreking van de lijstvolgorde met voorkeurstemmen gekozen: Alexander van Hattem en Alexander Kops (beiden op de lijst van PVV).
*1850 · 1853 · 1856 · 1859 · 1862 · 1865 · 1868 · 1871 · 1874 · 1877 · 1880 · 1883 · *1884 · 1887 (I) · *1887 (II) · *1888 · 1890 · 1893 · 1896 · 1899 · 1902 · *1904 · 1907 · 1910 · 1913 · 1916 · *1917 · 1919 · *1922 · *1923 · 1926 · 1929 · 1932 · 1935 · *1937 · *1946 · *1948 · 1951 · *1952 · 1955 · *1956 (I) · *1956 (II) · 1960 · *1963 · 1966 · 1969 · *1971 · 1974 · 1977 · 1980 · *1981 · *1983 · *1986 · 1987 · 1991 · 1995 · 1999 · 2003 · 2007 · 2011 · 2015 · 2019 · 2023

* algemene verkiezingen in verband met vervroegde ontbinding van de Eerste Kamer

vanaf 1987 bedraagt de vaste zittingstermijn van de Eerste Kamer vier jaar